# Емили (Минесота)
Емили (енгл. Emily) град је у америчкој савезној држави Минесота.

## Демографија
По попису из 2010. године број становника је 813, што је 34 (-4,0%) становника мање него 2000. године.
| Група             | 2000.       | 2010.       |
| Белци             | 824 (97,3%) | 792 (97,4%) |
| Афроамериканци    | 2 (0,2%)    | 2 (0,2%)    |
| Азијати           | 2 (0,2%)    | 0 (0,0%)    |
| Хиспаноамериканци | 6 (0,7%)    | 7 (0,9%)    |
| Укупно            | 847         | 813         |